# Rüsler
Der Rüsler (auch Rüdler oder Rüssler) ist ein Siedlungsflecken und ein Strassenübergang im Schweizer Kanton Aargau, der das Reusstal mit dem Limmattal verbindet.

## Lage und Umgebung

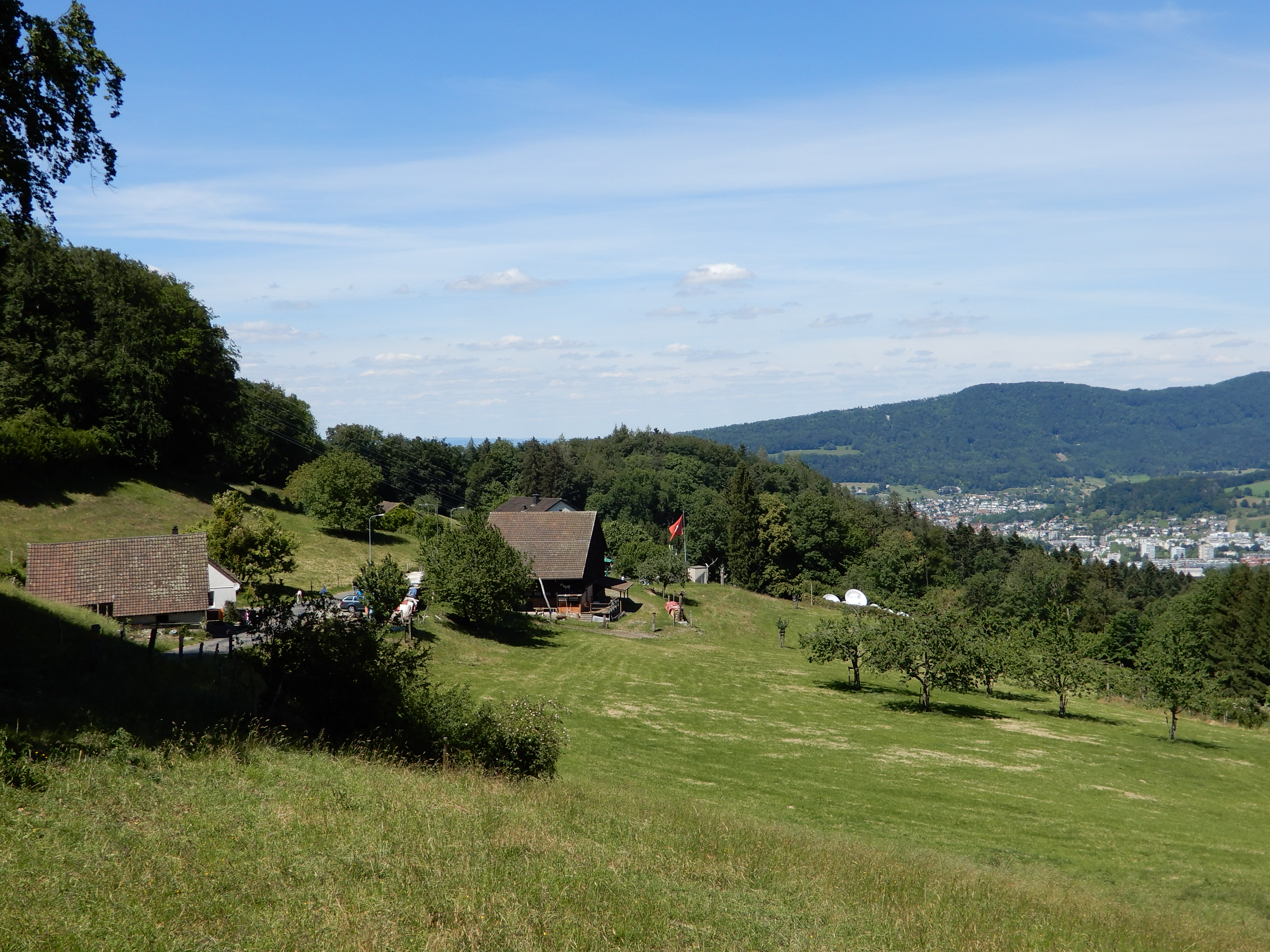
Der Rüsler von oben

Die Siedlung liegt auf dem Rüdlersberg, welcher zum Höhenzug des Heitersbergs gehört. Der Siedlungsflecken gehört zur Schweizer Gemeinde Neuenhof und besteht eigentlich nur aus einem Bauernhof mit mehreren Gebäuden. Er liegt auf 634 m ü. M. nahe dem gleichnamigen Übergang am höchsten Punkt des Verbindungsweges zwischen Oberrohrdorf im Reusstal und Neuenhof im Limmattal, der etwa 200 Meter südwestlich der Siedlung auf 640 m liegt. Obwohl durch eine Strasse erschlossen, ist es ohne Genehmigung nicht erlaubt, den Berg mit motorisierten Fahrzeugen zu überqueren. Es führen jedoch etliche Wanderwege und Bike-Routen in alle Richtungen über den Rüsler.

## Geschichte
Die Verbindung über den Rüsler besteht bereits seit dem Mittelalter. Der Name Rüsler war ursprünglich eine Abkürzung der Bezeichnung Rüdlersberg, hat sich über die Jahrhunderte aber von Rüdler über Rüssler zu Rüsler gewandelt.
Der Hof wird erstmals 1436 erwähnt, als der Hof Rüdler von den Erben des Melliger Bürgers Hans Bitterkrut an Hans Kilchmann von Melligen verkauft wurde. Der Hof gehörte gemäss dem Grafschaftsurbar zum Amt und Gericht Dietikon. Der Besitzer musste 2 Mütt Kernen und 1 Malter Hafer als Lehnszins zahlen, und zwar direkt an den Kaiser des Heiligen Römischen Reiches Deutscher Nation. Den Eid musste der Besitzer dem Kaiser und der Stadt Zürich leisten und dem Kaiser huldigen, falls dieser in Zürich weilte. 1458 ging der Hof von Hans Kilchmann an seinen Sohn Rudolf. 1479 erwarben Hans Fridolin Frey und dessen Erben den Hof. 1505 tauschte Hans Frey, seines Zeichen Schultheiss von Melligen, zusammen mit seinen beiden Brüdern, den Hof mit dem Kloster Wettingen. Die Brüder erhielten dafür im Abtausch Güter des Klosters bei Mellingen. Seit 1505 gehörte der Hof somit dem Kloster Wettingen. Infolge der Aufhebung aller Klöster im Kanton Aargau am 13. Januar 1841 kam der Hof in den Besitz des Kantons, der ihn anschliessend verkaufte.
Im Jahr 1892 wurde auf dem Rüsler eine Pintwirtschaft eröffnet, die nur Getränke verkaufen durfte. Diese erhielt 1899 die Rechte einer Speisewirtschaft. Bei der Übernahme der Wirtschaft von der Familie Vogler durch den Ed. Stucki nannte sie sich Rüslerhof. Am 2. August 1935 brach ein Brand aus, dem die Gaststätte mit Wohnhaus und Scheune zum Opfer fiel. Das Wirteehepaar Oswald Frey mit seinen sieben Kindern konnte sich selber retten. Das Restaurant wurde nach dem Brand neu aufgebaut.